# Ligne de Rennes à Redon
La ligne de Rennes à Redon est une ligne ferroviaire française reliant la gare de Rennes à celle de Redon. Elle est mise en service le 26 septembre 1862 par la compagnie de l'Ouest. Elle a une longueur de 71,2 km.
Bien que reliant deux villes situées en Ille-et-Vilaine, elle traverse une partie de la Loire-Atlantique, entre le viaduc du Droulin et le pont sur la Vilaine situé entre Redon et Saint-Nicolas-de-Redon (sur le territoire de cette dernière commune une bifurcation bidirectionnelle permet d'ailleurs de rejoindre Nantes via l'axe de Savenay à Landerneau). 
Deux gares desservies sont situées en Loire-Atlantique : Beslé (commune de Guémené-Penfao) et Massérac. Une troisième, celle d'Avessac est fermée au trafic.
Sa mise à double voie a été réalisée entre 1881 et 1928. Elle a été électrifiée le 8 septembre 1991 afin de permettre la circulation des TGV Atlantique entre Rennes et Lorient puis Quimper l'année suivante.

## Histoire
Les 2 février et 6 avril 1855 est signée une convention entre le ministre des Travaux publics et les compagnies des chemins de fer de Paris à Saint-Germain, de Paris à Rouen, de Rouen au Havre, de l'Ouest, de Paris à Caen et à Cherbourg. Cette convention organise la fusion de ces compagnies au sein de la Compagnie des chemins de fer de l'Ouest. En outre elle concède à titre définitif à la compagnie, parmi d'autres lignes dont une de Rennes à Brest, un « prolongement de Rennes à Redon ». Cette convention est approuvée par décret impérial le 7 avril 1855.
La voie unique, posée sur une infrastructure prévue pour une voie double, est mise en service le 21 septembre 1862 par la compagnie de l'Ouest lors d'une inauguration commune avec la section jusqu'à Lorient de la ligne de Savenay à Châteaulin de la compagnie du chemin de fer de Paris à Orléans (PO). 
La première section mise à double voie est Massérac - Redon en 1881, il faut ensuite attendre 1913 pour Rennes - Bruz et 1914 pour Bruz - Messac. Ce n'est qu'en 1928 que la ligne est en totalité à double voie avec la mise en service du tronçon de Messac - Massérac.
Le 1er juillet 1920 la deuxième voie de la ligne de chemin de fer de Rennes à Redon, qui avait été enlevée pendant la guerre en raison des besoins en acier pour le front, réinstallée, rouvre entre Rennes et Messac.
Du 1er septembre 2014 au 24 avril 2015, à la suite du vieillissement des infrastructures, 110 km de voie ont été renouvelés entre Avessac et Saint-Jacques-de-la-Lande. Le coût de ces travaux est de 145 millions d'euros. C'est l'entreprise Colas Rail qui a réalisé les travaux, la nuit.  Le platelage de 25 passages à niveau ont été refaits. À partir du 31 juillet 2018, l'intégralité de la signalisation de la ligne est passée du block automatique à permissivité restreinte (BAPR) au block automatique lumineux (BAL). L'ensemble de ces travaux, réalisés dans le cadre de la mise en service de la Ligne à grande vitesse Bretagne-Pays de la Loire, permettent un gain de temps jusqu'à 7 minutes ainsi que de plus nombreuses circulations de train.

## Caractéristiques

### Tracé
La ligne longue de 64 km suit la vallée de la Vilaine avec un parcours sinueux évitant les zones marécageuses. Elle traverse à cinq reprises le fleuve côtier et son parcours principalement situé dans le département d'Ille-et-Vilaine, passe par celui de la Loire-Atlantique vers la fin, avant d'arriver à Redon. Le tracé n'a pas changé depuis la construction de la ligne mais des gares ont été ajoutées ou ont changé de nom.
Après s'être séparée de la ligne de Paris-Montparnasse à Brest en bifurquant sur la gauche peu après la gare de Rennes, la voie parcourt une plaine entre les voies routières de Rennes à Redon et de Rennes Nantes, passe à Saint-Jacques-de-la-Lande, à Ker Lann et Bruz avant de franchir, la Seiche par le viaduc de Pierrefitte puis une première fois la Vilaine en amont de l'écluse du Boël. La voie suit la rive droite du fleuve, passe à la halte de Laillé (commune de Guichen) et à la gare de Guichen-Bourg-des-Comptes (commune de Guichen, village de Glanret),  franchit le tunnel de la Trotinais puis passe sur la rive gauche de la Vilaine par le viaduc de Cambrée et rejoint Messac (Ille-et-Vilaine) après avoir suivi la courbe d'un méandre. S'éloignant de la Vilaine la voie passe par les landes de Cormerée avant de la rejoindre, puis de la franchir par le viaduc de Corbinières et immédiatement après traverser la colline de Corbinières par le tunnel de Corbinières situé à 54 m sous son sommet, avant d'atteindre Fougeray - Langon. Après un nouveau franchissement de la Vilaine au viaduc de Droulin on quitte le département d'Ille-et-Vilaine pour celui de la Loire-Atlantique où sont situées les gares de Beslé, Massérac et l'ancienne gare d'Avessac. La voie traverse une zone d'anciens marais, inondée l'hiver, avant de rejoindre l'Ille-et-Vilaine, après avoir franchi le Don par un viaduc du même nom et une dernière fois la Vilaine par le pont précédant l'entrée en gare de Redon. L'embranchement avec la ligne de Savenay à Landerneau est multiple, un triangle situé avant Redon permet un lien direct depuis Nantes et une deuxième liaison s'effectue en gare de Redon pour un lien direct avec les gares de Bretagne Sud.

### Ouvrages d'art
- viaduc de Pierrefitte (18 m) sur la Seiche au PK 385,671 48° 00′ 58″ N, 1° 45′ 28″ O
- passerelle de Caho (66 m) sur la Vilaine au PK 387,576 47° 59′ 48″ N, 1° 45′ 09″ O
- tunnel de la Trotinais (170 m) au PK 396,187 47° 55′ 27″ N, 1° 46′ 04″ O
- viaduc du Cambrée (96 m) sur la Vilaine au PK 400,796 47° 53′ 31″ N, 1° 46′ 52″ O
- Viaduc de Corbinières (104 m pour 22 m de haut) sur la Vilaine au PK 417,475 47° 45′ 50″ N, 1° 50′ 35″ O
- tunnel de Corbinières (636 m) au PK 417,574 47° 45′ 36″ N, 1° 50′ 30″ O
- viaduc de Droulin (91 m) sur la Vilaine au PK 424,166 47° 42′ 29″ N, 1° 51′ 10″ O
- viaduc du Don (42 m) sur le Don au PK 432,154 47° 40′ 14″ N, 1° 56′ 08″ O
- pont (43 m) sur la Vilaine au PK 510,800 47° 39′ 00″ N, 2° 04′ 53″ O

### Exploitation
Environ 80 circulations par jour composent le trafic de cette ligne. Parmi elles on trouve :
- TGV Lille / Paris - Lorient - Quimper
- TER Bretagne Rennes - Redon - Quimper et Rennes - Nantes

ainsi que des trains de marchandises. La ligne sert également de déviation pour les TGV Paris - Rennes - Brest ou Paris - Nantes si les lignes Le Mans - Rennes et Le Mans - Nantes sont interrompues.